# Malaconida
Malaconida là một chi bọ cánh cứng trong họ Chrysomelidae.
Chi này được miêu tả khoa học năm 1886 bởi Fairmaire.

## Các loài
Các loài trong chi này gồm:
- Malaconida aurantiaca (Fairmaire, 1902)
- Malaconida indecora Fairmaire, 1886
- Malaconida madagascariensis (Duvivier, 1891)
- Malaconida sambiranensis Bechyne, 1957